# The Barrier (film 1913)
The Barrier è un cortometraggio muto del 1913 diretto da William J. Bauman

## Produzione
Il film fu prodotto dalla Broncho Film Company.

## Distribuzione
Distribuito dalla Mutual Film, il film - un cortometraggio in due bobine - uscì nelle sale cinematografiche statunitensi il 5 marzo 1913.